# بوبيلا ماجيو
جوستينا ماريا ماجيو المعروفة باسمها الفني بوبيلا ماجيو (بالإيطالية: Pupella Maggio)(24 أبريل 1910 - 8 ديسمبر 1999) هي ممثلة سينمائية إيطالية.

## الحياة والعمل
ولدت ماجيو في نابولي لعائلة فنية، وظهرت لأول مرة على خشبة المسرح في الثانية عشرة من عمرها، عملت لاحقًا مع العديد من الشركات بما في ذلك تلك التي كانت بقيادة رينا موريلي وإدواردو دي فيليبو، كما ظهرت ماجيو في عدة أفلام، وفازت بجائزة ناسترو دي أرجينتو لأفضل ممثلة مساعدة عن أدائها في فيلم "بي سك إتس فري" (Be Sick... It's Free).
1. 1 2  Antonio Virgilio Savona; Michele Lo Straniero (1990). Maggio, Famiglia. Dizionario della canzone italiana. ص. 959-960.{{استشهاد بكتاب}}:  صيانة الاستشهاد: أسماء متعددة: قائمة المؤلفين (link)
2. ↑  Enrico Lancia (1998). I premi del cinema. Gremese Editore. ISBN:8877422211.